# Махуіка (кратер)
Кратер Махуіка (англ. Mahuika crater) — підводний кратер, імовірно метеоритно-ударного походження. Розташований на континентальному шельфі Нової Зеландії в 120 кілометрах на північний захід від острова Стюарта, поблизу островів Снерс. Має діаметр 20 ± 2 кілометри і глибину 153 метри. Названий на честь маорійської богині вогню. Відкрито Даллас Еббот і її колегами з обсерваторії Землі Ламонт-Догерті Колумбійського університету.
Близько 1400 року нашої ери аборигени Нової Зеландії покинули свої поселення на південному узбережжі. Новозеландський експерт з цунамі професор Джеймс Гофф пояснює відхід мешканців з узбережжя цунамі, що виникли в результаті землетрусу близько 1500 року. Однак найбільші історично зафіксовані землетруси викликали цунамі заввишки не більше 40—60 метрів. На острові Стюарта (Нова Зеландія) морський пісок присутній на висоті близько 220 метрів над рівнем моря в містечку Хеллфаєр Хат і на висоті близько 150 метрів в районі бухти Мейсона. У східній Австралії виявлені відкладення, залишені мегацунамі з максимальною висотою близько 130 метрів і датуються (радіовуглецевим методом) приблизно 1500 роком. Дослідницька група Еббот вважає, що припущення про падіння космічного тіла пояснює як геологічні, так і антропологічні свідоцтва краще, ніж гіпотеза про землетрус.
Ґрунтуючись на аналізі аномалій у вмісті хімічних елементів, мікроскам'янілостей і зразків мінералів в кернах льоду з товщі льодовика Сайпл Доум в Антарктиді, Еббот прийшла до висновку, що з досить високою ймовірністю, удар метеорита стався 1443 року нашої ери.